# 2009-es NFL-szezon
A National Football League 2009-es szezonja a 90. szezon a professzionális amerikaifutball-ligában, az Egyesült Államokban. Az alapszakasz 2009. szeptember 10-én kezdődött, ahol a házigazda Pittsburgh Steelers hosszabbításban legyőzte a Tennessee Titans csapatát 13-10-re. A szezont a Super Bowl XLIV zárta, ahol a New Orleans Saints 31-17-re legyőzte az Indianapolis Coltsot, megszerezve a csapat történetének első bajnoki címét.

## Menetrend
A 2009-es NFL Draft április 25-én és 26-án a Radio City Music Hallban került megrendezésre, New Yorkban. A jelenlegi lebonyolítási rendszer szerint a legkésőbb kezdődött a szezon. Ez ugyanis az un. Labor Day (az Egyesült Államokban a munka ünnepének megfelelő ünnep, ami szeptember első hétfője) napját követő hétvége. Ez a nyolcadik és utolsó kísérleti év a jelenlegi rendszerben. A 2002-ben bevezetett szisztéma szerint minden csapat játszik mindenkivel legalább négyévente és minden csapat stadionjában legalább nyolcévente (ennek ellenére néhány alapszakasz meccs külföldön kerül megrendezésre az NFL International Series részeként). Legkésőbb a 2009-es szezon végéig eldől, hogy marad-e ez a lebonyolítási rendszer a jövőben is. Vannak javaslatok az alapszakasz kibővítésére 17, illetve 18 mérkőzésre. Ez lehetővé tenné, hogy minden csapat részt tudjon venni az International Series-ben.
Az NFL alapszakasz ütemterve főcsoporton belül és kívül a 2009-es évre:
Főcsoporton belül
- AFC East vs. AFC South
- AFC North vs. AFC West
- NFC East vs. NFC South
- NFC North vs. NFC West

Főcsoportok között
- AFC East vs. NFC South
- AFC North vs. NFC North
- AFC South vs. NFC West
- AFC West vs. NFC East

### Hall of Fame mérkőzés
A 2009-es Hall of Fame mérkőzést hagyományosan az Ohio állambeli Cantonban rendezték augusztus 9-én, ahol a Tennessee Titans legyőzte a Buffalo Bills-t 21-18-ra.

## Az AFL 50. évfordulója
Ez az évad az American Football League Eredeti Nyolc tagjának ötvenedik évfordulója. Az ötödik bajnokság (1926, 1934, 1936-37, 1940-41 után), ami az AFL nevet használta 1960-ban indult és csapatai az AFC jelentős részét alkotják a mai napig, miután egyesült a liga az NFL-lel 1970-ben. Az egykori csapatok:
- Boston Patriots, jelenleg New England Patriots
- Buffalo Bills
- Dallas Texans, jelenleg Kansas City Chiefs
- Denver Broncos
- Houston Oilers, jelenleg Tennessee Titans
- Los Angeles Chargers, jelenleg San Diego Chargers
- The Titans of New York, jelenleg New York Jets
- Oakland Raiders (Eredetileg Oakland Señores, még az első mérkőzés előtt Raiders-re módosították a nevet.)

A Bills és a Jets jelenleg is AFL-korszakos mezüket használják alternatív mezként. A liga döntése szerint a többi hat csapat egy harmadik szerelést is használ ebben a szezonban, az AFL-ben töltött dicső napokra emlékezve. Az Eredeti Nyolc minden tagja játszik hazai és egy idegenbeli mérkőzést egy másik AFL-csapattal. Mindezt úgynevezett "AFL Legacy Weekend" keretén belül, amikor is a régi mezükben futnak ki a csapatok, ami egy egyedi, 50. évfordulós emblémával lesz ellátva. Ez a nyolc csapat egy nyilatkozat alapján négy alkalommal viselheti hagyományos mezét, míg a többi csapatnak minderre csupán két lehetősége van egy szezonban. A csapatok fele (Bills, Patriots, Raiders, Titans) él is ezzel a lehetőséggel, a Chiefs, a Chargers és a Jets háromszor viseli a régi mezt. A Broncos kétszer hordja a nem túl népszerű 1960-61-es mezét, további két meccsen pedig a jelenlegi alternatív mezben játszanak. A nyolc csapat egymás közti mérkőzésein a játékvezetők szintén a kor szerelésében lépnek pályára. Az alapszakasz mérkőzésein a pályákat szintén a '60-as évek AFL-je szerint festik.

## Alapszakasz
| A rájátszásra kvalifikáltak |

A rájátszás kiválasztott helyezései zárójelben
Gy = Győzelmek, V = Vereségek, D = Döntetlenek, % = Győzelmi százalék, SZP= Szerzett Pont, KP = Kapott pont
| AFC East                 |    |    |   |       |     |     |
| Csapat                   | Gy | V  | D | %     | SZP | KP  |
| (3) New England Patriots | 10 | 6  | 0 | 0,625 | 427 | 285 |
| (5) New York Jets        | 9  | 7  | 0 | 0,563 | 348 | 236 |
| Miami Dolphins           | 7  | 9  | 0 | 0,438 | 360 | 390 |
| Buffalo Bills            | 6  | 10 | 0 | 0,375 | 258 | 326 |
| AFC North                |    |    |   |       |     |     |
| Csapat                   | Gy | V  | D | %     | SZP | KP  |
| (4) Cincinnati Bengals   | 10 | 6  | 0 | 0,625 | 305 | 291 |
| (6) Baltimore Ravens     | 9  | 7  | 0 | 0,563 | 391 | 261 |
| Pittsburgh Steelers      | 9  | 7  | 0 | 0,563 | 368 | 324 |
| Cleveland Browns         | 5  | 11 | 0 | 0,313 | 245 | 375 |
| AFC South                |    |    |   |       |     |     |
| Csapat                   | Gy | V  | D | %     | SZP | KP  |
| (1) Indianapolis Colts   | 14 | 2  | 0 | ,875  | 416 | 307 |
| Houston Texans           | 9  | 7  | 0 | 0,563 | 388 | 333 |
| Tennessee Titans         | 8  | 8  | 0 | 0,500 | 354 | 402 |
| Jacksonville Jaguars     | 7  | 9  | 0 | 0,438 | 290 | 380 |
| AFC West                 |    |    |   |       |     |     |
| Csapat                   | Gy | V  | D | %     | SZP | KP  |
| (2) San Diego Chargers   | 13 | 3  | 0 | 0,813 | 454 | 320 |
| Denver Broncos           | 8  | 8  | 0 | 0,500 | 326 | 324 |
| Oakland Raiders          | 5  | 11 | 0 | 0,313 | 197 | 379 |
| Kansas City Chiefs       | 4  | 12 | 0 | 0,250 | 294 | 424 |

| NFC East                |    |    |   |       |     |     |
| Csapat                  | Gy | V  | D | %     | SZP | KP  |
| (3) Dallas Cowboys      | 11 | 5  | 0 | 0,688 | 361 | 250 |
| (6) Philadelphia Eagles | 11 | 5  | 0 | 0,688 | 429 | 337 |
| New York Giants         | 8  | 8  | 0 | 0,500 | 402 | 427 |
| Washington Redskins     | 4  | 12 | 0 | 0,250 | 266 | 336 |
| NFC North               |    |    |   |       |     |     |
| Csapat                  | Gy | V  | D | %     | SZP | KP  |
| (2) Minnesota Vikings   | 12 | 4  | 0 | 0,750 | 470 | 312 |
| (5) Green Bay Packers   | 11 | 5  | 0 | 0,688 | 461 | 297 |
| Chicago Bears           | 7  | 9  | 0 | 0,438 | 327 | 375 |
| Detroit Lions           | 2  | 14 | 0 | 0,125 | 262 | 494 |
| NFC South               |    |    |   |       |     |     |
| Csapat                  | Gy | V  | D | %     | SZP | KP  |
| (1) New Orleans Saints  | 13 | 3  | 0 | ,813  | 510 | 341 |
| Atlanta Falcons         | 9  | 7  | 0 | 0,563 | 363 | 325 |
| Carolina Panthers       | 8  | 8  | 0 | 0,500 | 315 | 308 |
| Tampa Bay Buccaneers    | 3  | 13 | 0 | 0,188 | 244 | 400 |
| NFC West                |    |    |   |       |     |     |
| Csapat                  | Gy | V  | D | %     | SZP | KP  |
| (4) Arizona Cardinals   | 10 | 6  | 0 | 0,625 | 375 | 325 |
| San Francisco 49ers     | 8  | 8  | 0 | 0,500 | 330 | 281 |
| Seattle Seahawks        | 5  | 11 | 0 | 0,313 | 280 | 390 |
| St. Louis Rams          | 1  | 15 | 0 | 0,063 | 175 | 436 |

Döntetlenre végzők
1. ↑  A New England végzett a harmadik helyen az AFC-ben a legyőzött ellenfelek erősorrendje alapján (45%, a Cincinnatinek 43,8%).
2. 1 2  A New York Jets és a Baltimore szerezte meg a két wildcard helyet az AFC-ben a jobb főcsoport mutató alapján (a Baltimore-nak 7-5, a New York Jetsnek 7-5, a Houstonnak 6-6).
3. ↑  A New York Jets végzett az ötödik helyen az AFC-ben a közös ellenfelek elleni mutató alapján (4-1, a Baltimore-nak 1-4).
4. ↑  A Baltimore végzett a második helyen az AFC North csoportban a jobb csoport mutató alapján (3-3, a Pittsburghnek 2-4).
5. ↑  A Dallas végzett az első helyen az NFC East csoportban a Philadelphia előtt az egymás elleni eredmény alapján.
6. ↑  A Green Bay végzett az ötödik helyen az NFC-ben a közös ellenfelek elleni mutató alapján (4-1, a Philadelphiának 3-2).

## Rájátszás
| Rájátszás kiemeltek |                                     |                                    |
| Kiemelés            | AFC                                 | NFC                                |
| 1                   | Indianapolis Colts (South győztes)  | New Orleans Saints (South győztes) |
| 2                   | San Diego Chargers (West győztes)   | Minnesota Vikings (North győztes)  |
| 3                   | New England Patriots (East győztes) | Dallas Cowboys (East győztes)      |
| 4                   | Cincinnati Bengals (North győztes)  | Arizona Cardinals (West győztes)   |
| 5                   | New York Jets                       | Green Bay Packers                  |
| 6                   | Baltimore Ravens                    | Philadelphia Eagles                |

|  |                                            |                                            |                                            |                                           |                                           |                                           |                                  |                                  |   |              |                                  |                                  |                                  |  |  |                              |                              |                              |
|  | Január 10. – University of Phoenix Stadium | Január 10. – University of Phoenix Stadium | Január 10. – University of Phoenix Stadium |                                           |                                           | Január 16. – Louisiana Superdome          | Január 16. – Louisiana Superdome | Január 16. – Louisiana Superdome |   |              |                                  |                                  |                                  |  |  |                              |                              |                              |
|  | Január 10. – University of Phoenix Stadium | Január 10. – University of Phoenix Stadium | Január 10. – University of Phoenix Stadium |                                           |                                           | Január 16. – Louisiana Superdome          | Január 16. – Louisiana Superdome | Január 16. – Louisiana Superdome |   |              |                                  |                                  |                                  |  |  |                              |                              |                              |
|  | 4                                          | Arizona                                    | 51*                                        |                                           |                                           | 1                                         | New Orleans                      | 45                               |   |              |                                  |                                  |                                  |  |  |                              |                              |                              |
|  | 5                                          | Green Bay                                  | 45                                         |                                           |                                           | 4                                         | Arizona                          | 14                               |   |              | Január 24. – Louisiana Superdome | Január 24. – Louisiana Superdome | Január 24. – Louisiana Superdome |  |  |                              |                              |                              |
|  |                                            |                                            |                                            | NFC                                       |                                           |                                           |                                  |                                  |   |              | Január 24. – Louisiana Superdome | Január 24. – Louisiana Superdome | Január 24. – Louisiana Superdome |  |  |                              |                              |                              |
|  |                                            |                                            |                                            |                                           |                                           |                                           |                                  |                                  | 1 | New Orleans  | 31*                              |                                  |                                  |  |  |                              |                              |                              |
|  | Január 9. – Cowboys Stadium                | Január 9. – Cowboys Stadium                | Január 9. – Cowboys Stadium                | Január 17. – Hubert H. Humphrey Metrodome | Január 17. – Hubert H. Humphrey Metrodome | Január 17. – Hubert H. Humphrey Metrodome |                                  |                                  | 2 | Minnesota    | 28                               |                                  |                                  |  |  |                              |                              |                              |
|  | Január 9. – Cowboys Stadium                | Január 9. – Cowboys Stadium                | Január 9. – Cowboys Stadium                | Január 17. – Hubert H. Humphrey Metrodome | Január 17. – Hubert H. Humphrey Metrodome | Január 17. – Hubert H. Humphrey Metrodome | NFC főcsoportdöntő               |                                  |   |              |                                  |                                  |                                  |  |  |                              |                              |                              |
|  | 3                                          | Dallas                                     | 34                                         | 2                                         | Minnesota                                 | 34                                        |                                  |                                  |   |              |                                  |                                  |                                  |  |  |                              |                              |                              |
|  | 6                                          | Philadelphia                               | 14                                         |                                           |                                           | 3                                         | Dallas                           | 3                                |   |              |                                  |                                  |                                  |  |  | Február 7. – Dolphin Stadium | Február 7. – Dolphin Stadium | Február 7. – Dolphin Stadium |
|  | Wild card-forduló                          | Wild card-forduló                          | Wild card-forduló                          |                                           |                                           | Főcsoport-elődöntő                        | Főcsoport-elődöntő               | Főcsoport-elődöntő               |   |              |                                  |                                  |                                  |  |  | Február 7. – Dolphin Stadium | Február 7. – Dolphin Stadium | Február 7. – Dolphin Stadium |
|  |                                            |                                            |                                            |                                           |                                           |                                           |                                  |                                  |   |              |                                  |                                  |                                  |  |  | 1                            | New Orleans                  | 31                           |
|  | Január 10. – Gillette Stadium              | Január 10. – Gillette Stadium              | Január 10. – Gillette Stadium              |                                           |                                           | Január 16. – Lucas Oil Stadium            | Január 16. – Lucas Oil Stadium   | Január 16. – Lucas Oil Stadium   |   |              |                                  |                                  |                                  |  |  | 1                            | Indianapolis                 | 17                           |
|  | Január 10. – Gillette Stadium              | Január 10. – Gillette Stadium              | Január 10. – Gillette Stadium              | Super Bowl XLIV                           |                                           | Január 16. – Lucas Oil Stadium            | Január 16. – Lucas Oil Stadium   | Január 16. – Lucas Oil Stadium   |   |              |                                  |                                  |                                  |  |  |                              |                              |                              |
|  | 3                                          | New England                                | 14                                         |                                           |                                           | 1                                         | Indianapolis                     | 20                               |   |              |                                  |                                  |                                  |  |  |                              |                              |                              |
|  | 6                                          | Baltimore                                  | 33                                         |                                           |                                           | 6                                         | Baltimore                        | 3                                |   |              | Január 24. – Lucas Oil Stadium   | Január 24. – Lucas Oil Stadium   | Január 24. – Lucas Oil Stadium   |  |  |                              |                              |                              |
|  |                                            |                                            |                                            | AFC                                       |                                           |                                           |                                  |                                  |   |              | Január 24. – Lucas Oil Stadium   | Január 24. – Lucas Oil Stadium   | Január 24. – Lucas Oil Stadium   |  |  |                              |                              |                              |
|  |                                            |                                            |                                            |                                           |                                           |                                           |                                  |                                  | 1 | Indianapolis | 30                               |                                  |                                  |  |  |                              |                              |                              |
|  | Január 9. – Paul Brown Stadium             | Január 9. – Paul Brown Stadium             | Január 9. – Paul Brown Stadium             | Január 17. – Qualcomm Stadium             | Január 17. – Qualcomm Stadium             | Január 17. – Qualcomm Stadium             |                                  |                                  | 5 | N.Y. Jets    | 17                               |                                  |                                  |  |  |                              |                              |                              |
|  | Január 9. – Paul Brown Stadium             | Január 9. – Paul Brown Stadium             | Január 9. – Paul Brown Stadium             | Január 17. – Qualcomm Stadium             | Január 17. – Qualcomm Stadium             | Január 17. – Qualcomm Stadium             | AFC főcsoportdöntő               |                                  |   |              |                                  |                                  |                                  |  |  |                              |                              |                              |
|  | 4                                          | Cincinnati                                 | 14                                         | 2                                         | San Diego                                 | 14                                        |                                  |                                  |   |              |                                  |                                  |                                  |  |  |                              |                              |                              |
|  | 5                                          | N.Y. Jets                                  | 24                                         |                                           |                                           | 5                                         | N.Y. Jets                        | 17                               |   |              |                                  |                                  |                                  |  |  |                              |                              |                              |

- * - Győzelem hosszabbításos mérkőzésen.

## Edzőváltások

### A szezon előtt
| Csapat               | Korábbi 2008-as edző        | Új edző                                                             |
| -------------------- | --------------------------- | ------------------------------------------------------------------- |
| Cleveland Browns     | Romeo Crennel, kirúgták     | Eric Mangini, korábbi vezetőedző, New York Jets                     |
| Denver Broncos       | Mike Shanahan, kirúgták     | Josh McDaniels, korábbi offensive koordinátor, New England Patriots |
| Detroit Lions        | Rod Marinelli, kirúgták     | Jim Schwartz, korábbi defensive koordinátor, Tennessee Titans       |
| Kansas City Chiefs   | Herm Edwards, kirúgták      | Todd Haley, korábbi offensive koordinátor, Arizona Cardinals        |
| Indianapolis Colts   | Tony Dungy, visszavonult    | Jim Caldwell, korábbi quarterback edző, Indianapolis Colts          |
| New York Jets        | Eric Mangini, kirúgták      | Rex Ryan, korábbi defensive koordinátor, Baltimore Ravens           |
| Oakland Raiders      | Lane Kiffin, kirúgták       | Tom Cable, korábbi offensive line edző, Oakland Raiders             |
| St. Louis Rams       | Scott Linehan*, kirúgták    | Steve Spagnuolo, korábbi defensive koordinátor, New York Giants     |
| San Francisco 49ers  | Mike Nolan, kirúgták        | Mike Singletary, segédedző és linebacker edző, San Francisco 49ers  |
| Seattle Seahawks     | Mike Holmgren, visszavonult | Jim Mora, segédedző, Seattle Seahawks                               |
| Tampa Bay Buccaneers | Jon Gruden, kirúgták        | Raheem Morris, korábbi defensive back edző, Tampa Bay Buccaneers    |

* – Az előző szezon alatt 12 mérkőzés erejéig Jim Haslett defensive koordinátor volt a vezetőedző.

### Szezon közben
| Csapat        | Korábbi edző                                      | Új edző                             |
| ------------- | ------------------------------------------------- | ----------------------------------- |
| Buffalo Bills | Dick Jauron, nov. 17-én, 9 mérkőzés után kirúgták | Perry Fewell, defensive koordinátor |

## Az alapszakasz statisztikáinak vezetői
| Csapat                             | Csapat |
| ---------------------------------- | --- |
| Legtöbb pont szerzése              | New Orleans Saints (510) |
| Összes nyert yard                  | New Orleans Saints (6461) |
| Futott yardok                      | New York Jets (2756) |
| Passzolt yardok                    | Houston Texans (4654) |
| Legkevesebb pont engedése          | New York Jets (236) |
| Legkevesebb összes yard engedése   | New York Jets (4037) |
| Legkevesebb futott yard engedése   | Green Bay Packers (1333) |
| Legkevesebb passzolt yard engedése | New York Jets (2459) |
| Egyéni                             | |
| Pontszerzés                        | Nate Kaeding, San Diego Chargers (146 pont) |
| Touchdown                          | Adrian Peterson , Minnesota Vikings (18 TD) |
| Legtöbb field goal                 | David Akers, Philadelphia Eagles és Nate Kaeding, San Diego Chargers (32 FG)                                                                     |
| Futás                              | Chris Johnson, Tennessee Titans (2006 yard) |
| Passzoló mutatója                  | Drew Brees, New Orleans Saints (109,6) |
| Passzolt touchdown                 | Drew Brees, New Orleans Saints (34 TD) |
| Passzolt yard                      | Matt Schaub, Houston Texans (4770 yard) |
| Passz elkapás                      | Wes Welker, New England Patriots (123 elkapás)                                                                                                   |
| Passz elkapás yard                 | Andre Johnson, Houston Texans (1569 yard) |
| Punt visszahordás                  | Quan Cosby, Cincinnati Bengals (474 yard 40 visszahordásból, 11,9 yardos átlag)                                                                  |
| Kickoff visszahordás               | Danny Amendola, St. Louis Rams (1618 yard 66 visszahordásból, 24,5 yardos átlag)                                                                 |
| Interception                       | Jairus Byrd, Buffalo Bills és Asante Samuel, Philadelphia Eagles és Darren Sharper, New Orleans Saints és Charles Woodson, Green Bay Packers (9) |
| Puntolás                           | Shane Lechler, Oakland Raiders (4909 yard 96 kísérletből, 51,1 yardos átlag)                                                                     |
| Sack                               | Elvis Dumervil, Denver Broncos (17,0) |

## Díjak
| Legértékesebb Játékos               | Peyton Manning, QB, Indianapolis Colts |
| Az Év Edzője                        | Marvin Lewis, Cincinnati Bengals       |
| Az Év Támadó Játékosa               | Chris Johnson, RB, Tennessee Titans    |
| Az Év Védő Játékosa                 | Charles Woodson, CB, Green Bay Packers |
| Az Év Támadó Újonc Játékosa         | Percy Harvin, WR, Minnesota Vikings    |
| Az Év Védekező Újonc Játékosa       | Brian Cushing, OLB, Houston Texans     |
| NFL Az Év Visszatérője              | Tom Brady, QB, New England Patriots    |
| A Super Bowl Legértékesebb Játékosa | Drew Brees, QB, New Orleans Saints     |

All-Pro Team
| Offense          | Offense                                              |
| ---------------- | ---------------------------------------------------- |
| Quarterback      | Peyton Manning, Indianapolis                         |
| Running back     | Adrian Peterson, Minnesota Chris Johnson, Tennessee  |
| Fullback         | Leonard Weaver, Philadelphia                         |
| Wide receiver    | Andre Johnson, Houston Wes Welker, New England       |
| Tight end        | Dallas Clark, Indianapolis                           |
| Offensive tackle | Ryan Clady, Denver Joe Thomas, Cleveland             |
| Offensive guard  | Steve Hutchinson, Minnesota Jahri Evans, New Orleans |
| Center           | Nick Mangold, New York Jets                          |

| Defense            | Defense                                                  |
| ------------------ | -------------------------------------------------------- |
| Defensive end      | Dwight Freeney, Indianapolis Jared Allen, Minnesota      |
| Defensive tackle   | Jay Ratliff, Dallas Kevin Williams, Minnesota            |
| Outside linebacker | DeMarcus Ware, Dallas Elvis Dumervil, Denver             |
| Inside linebacker  | Ray Lewis, Baltimore Patrick Willis, San Francisco       |
| Cornerback         | Charles Woodson, Green Bay Darrelle Revis, New York Jets |
| Safety             | Darren Sharper, New England Adrian Wilson, Arizona       |

| Kicker        | Nate Kaeding, San Diego  |
| Punter        | Shane Lechler, Oakland   |
| Kick returner | Joshua Cribbs, Cleveland |